# Seimas
Seimas je název litevského parlamentu. Je jednokomorový a je tvořen 141 poslanci volenými na dobu čtyř let.